# Maya (filme de 1966)
Maya (Brasil: Maya / Portugal: O Vale dos Tigres) é um filme estadunidense de 1966, do gênero aventura, dirigido por John Berry, roteirizado por John Fante e Gilbert Wright, baseado no livro The Wild Elephant de Jalal Din e Lois Roth, música de Riz Ortolani.

## Sinopse
Índia, adolescente americano em visita a seu pai, um caçador, foge com outro garoto indiano e conduzem um elefante branco e seu filhote a um templo sagrado.

## Elenco
- Clint Walker ....... Hugh Bowen
- Jay North ....... Terry Bowen
- I.S. Johar ....... One-Eye
- Sajid Khan ....... Raji
- P. Jairaj ....... Gammu Ghat (as Jairaj)
- Sonia Sahni .......	Sheela
- Ulhas
- Nana Palsikar ....... o pai de Raji
- Uma Rao ....... filha de One Eye
- Madhusdan Pathak

## Nota sobre o filme
- Produzido para a tela grande serviu de piloto para a série  televisiva homônima, Maya, estrelada por Jay North e Sajid Kahn.